# St. Vitus (Günding)

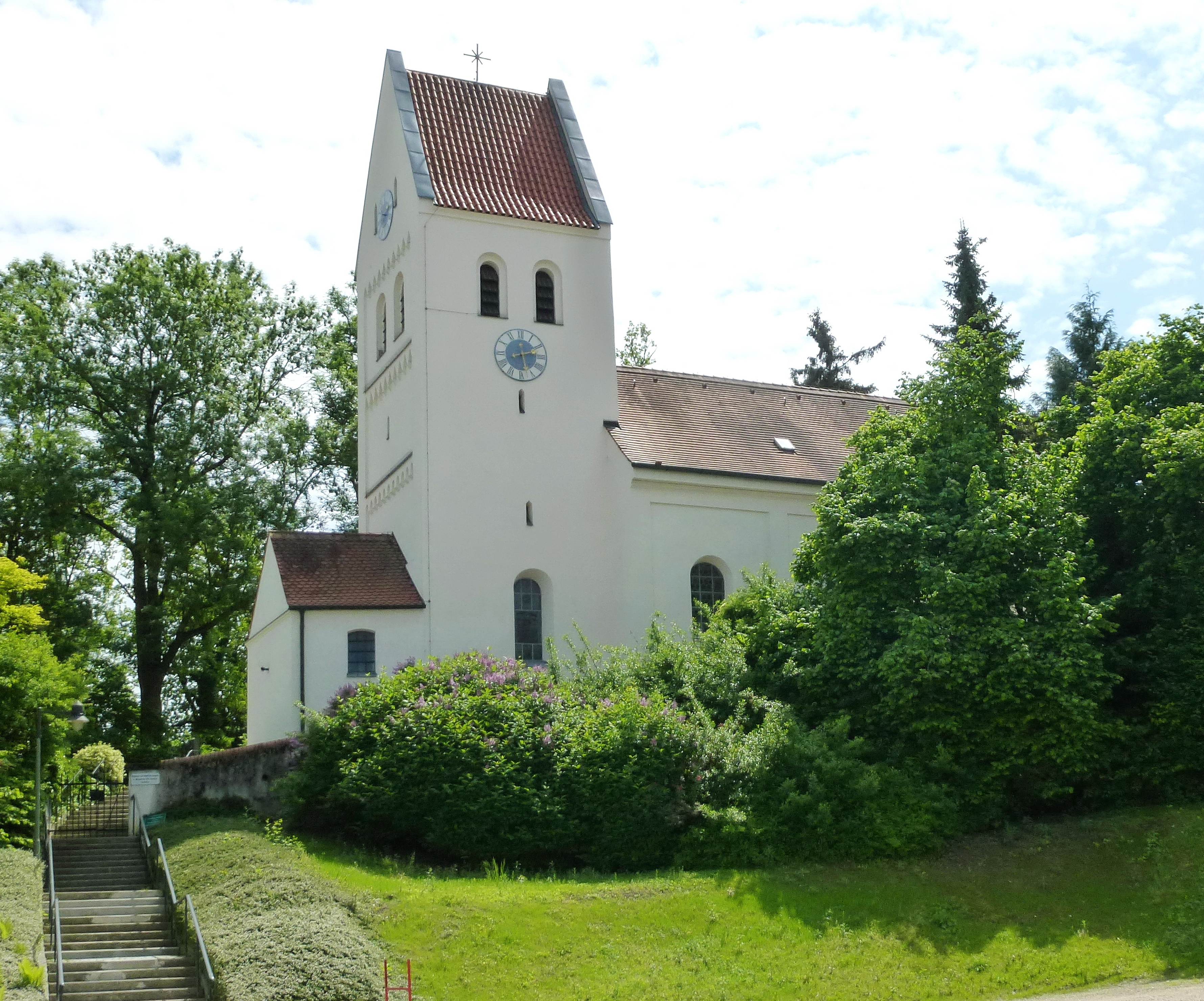
St. Vitus in Günding

St. Vitus ist eine römisch-katholische Filialkirche in Günding, einem Gemeindeteil von Bergkirchen im oberbayerischen Landkreis Dachau. Das Bauwerk ist in der Liste der Baudenkmäler in Bergkirchen als Baudenkmal unter der Nr. D-1-74-113-12 eingetragen. Die Pfarrei gehört zum Dekanat Dachau im Erzbistum München und Freising.

## Beschreibung
Die um 1300 erbaute gotische Saalkirche wurde 1696 barock umgestaltet. Sie besteht aus dem am Ende des 19. Jahrhunderts nach Westen verlängerten Langhaus und dem frühgotischen Chorturm im Osten. Das oberste Geschoss des mit einem Satteldach bedeckten Turms enthält hinter den Klangarkaden den Glockenstuhl mit drei Gussstahlglocken. Die Zifferblätter der Turmuhr sind an den Giebeln bzw. unterhalb der Klangarkaden angebracht. Die Sakristei wurde an der Ostwand des Chorturms, in dessen Erdgeschoss sich der Chor befindet, angebaut.
Der Innenraum des Langhauses ist mit einer Flachdecke überspannt, der des Chors mit einem Kreuzgewölbe. Die Orgel wurde 1954 von Orgelbau Sandtner gebaut.